# West Islip (New York)
West Islip est une census-designated place du comté de Suffolk, dans l'État de New York, aux États-Unis,. En 2020, elle compte une population de 27 048 habitants.